# Rosche
Rosche ist eine Gemeinde im Landkreis Uelzen, Niedersachsen. Die Gemeinde Rosche ist Verwaltungssitz der Samtgemeinde Rosche.

## Geografie

### Geografische Lage
Naturräumlich ist das Gebiet um die Gemeinde dem Uelzener Becken zuzuordnen, es liegt im Osten der Lüneburger Heide. Das Umland war früher ein Heide-, Sumpf- und Feuchtgebiet im Bachverlauf der Wipperau.

### Gemeindegliederung
Die Gemeinde Rosche besteht aus den Ortsteilen Borg, Gauel, Göddenstedt, Gut Göddenstedt, Hohenweddrien, Katzien, Nateln, Neumühle, Polau, Probien, Retzien, Rosche-Prielip, Schwemlitz, Schmölau, Stütensen, Teyendorf und Zarenthien sowie der Göddenstedter Mühle.

## Geschichte
Mit dem Roscher Ortsteil Prielip zeigt sich durch den zugebauten Rundling, dass dort Slawen siedelten.
Im Jahre 1130 wurde Rosche zum ersten Mal urkundlich erwähnt. Im späten Mittelalter gehörte Rosche zum Herzogtum Braunschweig-Lüneburg und lag nahe der damals wohlhabenden Stadt Uelzen.  Rosche wurde durch den Handel von Kartoffeln und mit aus Mehl gebackenen Broten mit Uelzen wohlhabend. Der Handel brach nach dem großen Brand von Uelzen zusammen. Nachdem Uelzen nach dem großen Brand wieder aufgebaut war, konnte der Handel wieder aufgenommen werden.
Zum Beginn der deutschen Kaiserzeit wurde die Zuckerfabrik in Uelzen gebaut. Dies beeinflusste den Handel mit Uelzen, denn für die Zuckerherstellung wurden Zuckerrüben benötigt. Viele Bauernhöfe in Rosche und Umgebung bauten die Rüben an. Mit den Erlösen  konnten sich die Bauern große Höfe bauen lassen, die Rübenburgen genannt wurden.

### Eingemeindungen
Am 1. Juli 1972 wurden die Gemeinden Borg, Göddenstedt, Hohenweddrien, Katzien, Nateln, Polau, Schmölau, Schwemlitz, Stütensen, Teyendorf und Zarenthien eingegliedert.

## Politik

### Gemeinderat
Der Rat der Gemeinde Rosche setzt sich aus 13 Ratsfrauen und Ratsherren zusammen.
| Wahljahr | CDU | SPD | Grüne | FDP | Gesamt   |
| 2021     | 8   | 2   | 2     | 1   | 13 Sitze |
| 2016     | 8   | 3   | 2     | -   | 13 Sitze |

Letzte Kommunalwahl am 12. September 2021

### Bürgermeister/Verwaltung
Ehrenamtlicher Bürgermeister ist Michael Widdecke (CDU). Zum Gemeindedirektor hat der Gemeinderat den allgemeinen Vertreter des Samtgemeindebürgermeisters Rolf Musik ernannt. Die Verwaltungsgeschäfte der Gemeinde werden im Samtgemeinderathaus erledigt.

### Wappen
Das Wappen der Gemeinde Rosche ist in Rot und Gold gespalten. Links ein zwölffach gefiedertes silbernes Eschenblatt. Rechts ein blauer Wellenbach, begleitet oben von einem blauen Mühlstein und unten von einem blauen Pflugschar.

## Kultur und Sehenswürdigkeiten

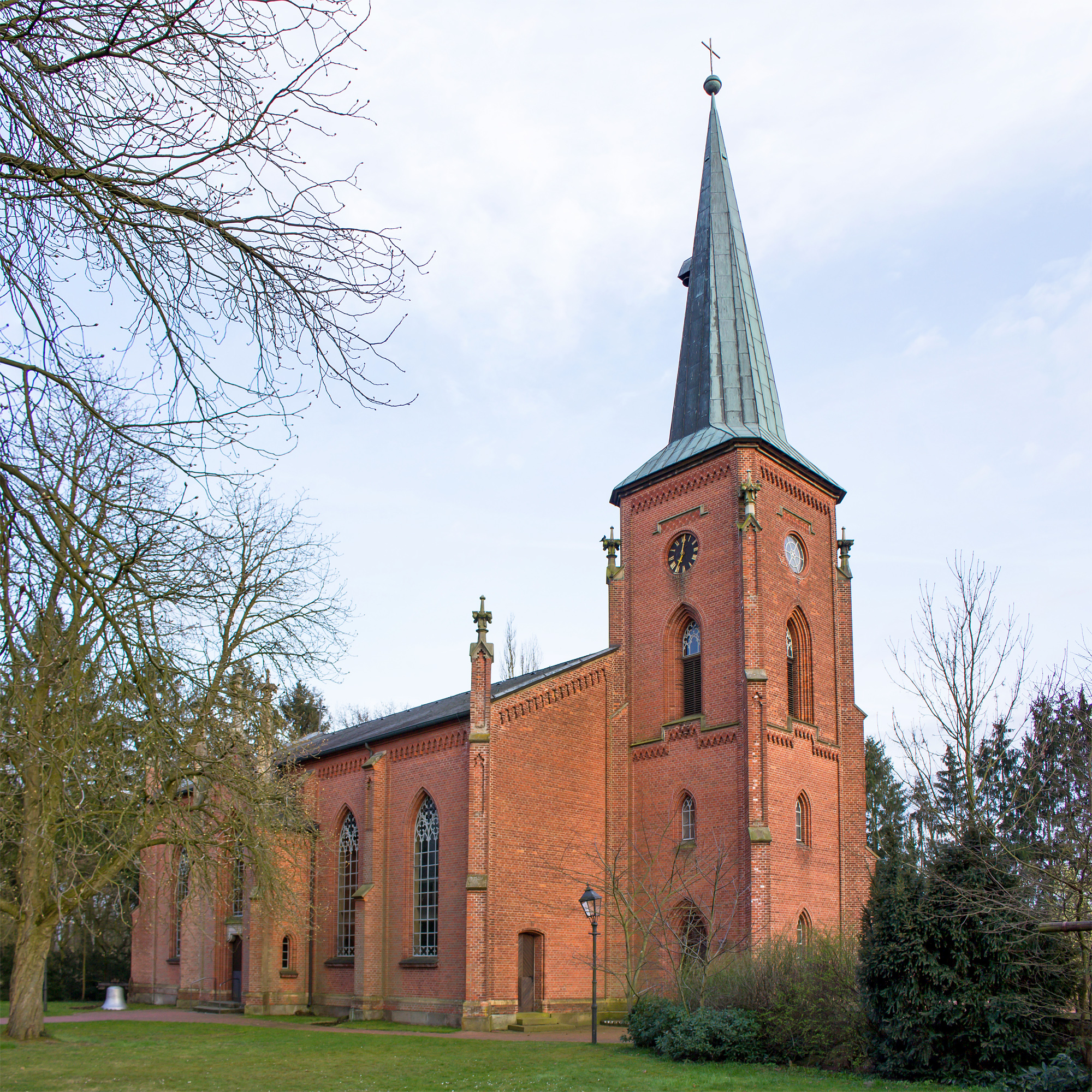
Kirche St. Johannis

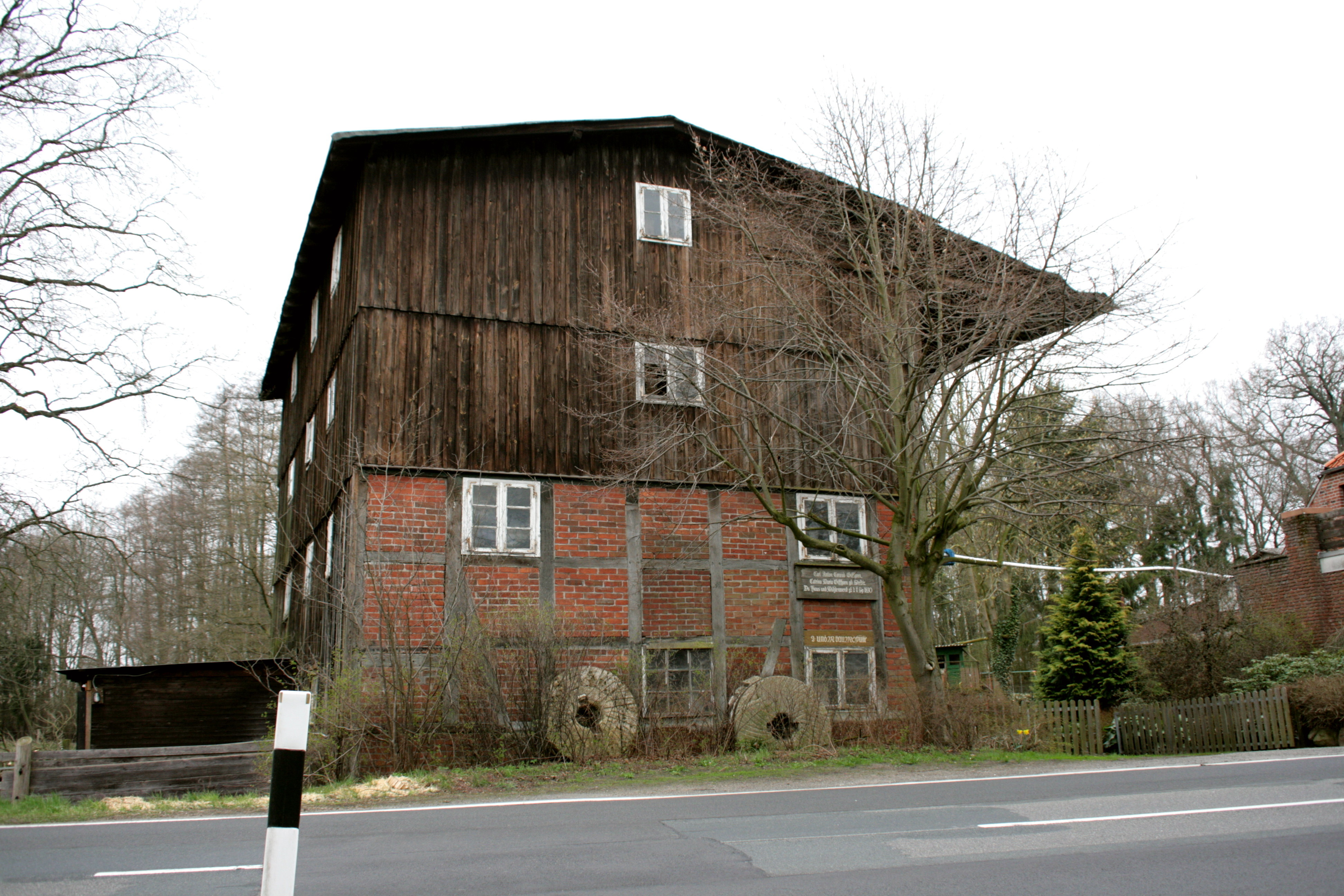
Neumühle

Die Kirche St. Johannis ist ein neugotischer Saalbau aus Backstein, der um 1800 nach Plänen des Architekten Ernst Wilhelm Wagner erbaut und 1862 eingeweiht wurde.

## Sport
Sportverein des Ortes ist der „SV Rosche“, in dem mehrere Sportarten angeboten werden. Die Fußballmannschaft der 1. Herren spielte Ende der 1990er Jahre in der Landesliga Niedersachsen.

## Söhne und Töchter der Gemeinde
- Uwe Becker (* 10. Dezember 1955), Leichtathlet, Vizeeuropameister

## Trivia
Rosche wurde als gleichnamige Karte für das Computerspiel ARMA 3 umgesetzt. Die Karte gibt die Gemeinde sowie dessen Umland sehr detailgetreu mit einer Gesamtfläche von 236 km² wieder und lässt sich als Modifikation in das Spiel einbauen und mit beliebigen anderen Modifikationen kombinieren. Die Aufgaben des Spielers können daher von einem Militäreinsatz bis hin zu einer Alltags-Simulation variieren.